# Hans Clarin
Hans Clarin (född Hans-Joachim Schmid) född 14 september 1929 i Wilhelmshaven, Tyskland, död 28 augusti 2005 i Aschau im Chiemgau, Bayern, Tyskland, var en skådespelare. Han gav röst till många karaktärer i teater- och filmföreställningar för barn, bland annat den tyska rösten till Asterix samt spelade Dunder-Karlsson i filmerna om Pippi Långstrump.

## Biografi
Clarin föddes i Wilhelmshaven och växte upp i Frankfurt am Main, Tyskland. Efter avslutade gymnasiestudier 1945 studerade han 1948-1950 skådespeleri i München hos Ruth von Zerboni. Han debuterade 1950 i Franz Grillparzer's pjäs Weh dem, der lügt (Ve den som ljuger).
Från 1951 började han uppträda under artistnamnet Clarin, som 1971 även blev hans familijenamn. Från 1952 till 1967 var han anställd vid den statliga Bayerska teatern i München, där han uppträdde i pjäser som En midsommarnattsdröm, Woyzeck och Den blå ängeln, och fick erkännande som en karaktärsskådespelare som med framgång spelade både komiska och dramatiska roller, såväl som musikal och opera.

### Röst- och dubb-artist
Clarin blev känd för en bredare publik under 1960-talet när han dubbade Kookie (Edward Byrnes) i framgångsrika TV-serien 77 Sunset Strip. Minst lika känd är han som röst till Pumuckl, där hans röst hördes i radio- och TV-inspelningar under mer än 40 år. Dessutom var han 1980 berättarrösten i den polsk-österrikiska dockanimationsserien Die Mumins samtliga dialoger. Han var även  rösten bakom titelrollen i Hui-Buh – Slottspöken samt den tyska rösten i Asterix-filmerna. 1969 medverkade han i radioteatern Rymdskepp UX3 svarar ej (Raumschiff UX3 antwortet nicht) som berättare samt befälhavaren Tex Terry.

### Skådespelare
Clarin medverkade i cirka 200 TV- och biograffilmer och TV-serier. Bland de mest kända är Weißblaue Geschichten  på TV och filmen Das Wirtshaus im Spessart (Världshuset i Spessart) (1957). I Max, der Taschendieb (Max ficksar allt) från 1962 spelade han, som det svarta fåret i familjen, med Heinz Rühmann, och i filmen In Beirut sind die Nächte lang (original: 24 Hours to Kill, svenska: Vår man i Beirut), spelade han med Lex Barker. Clarin medverkade även i två Edgar Wallace-filmer, ena gången som galen Lord Edward Lebanon i Das indische Tuch (1963) och andra gången i Raum13 (1964).
Clarin medverkade i många barnfilmer. Förutom sagofilmer som Zwerg nase (Dvärgnäsa) och dubbade roller som i Pumuckl spelade han till exempel rollen som Dunder-Karlsson i filmerna om Pippi Långstrump. Clarin hade också uppläsningar för barnpublik på 1970-talet. Under åren 1995-1999 spelade han Silvio Kirsch i TV-serien Pumuckl TV.
I Pepe der Paukerschreck med Uschi Glas och Harald Juhnke spelade han läraren Dr. Glücklich (Dr. Lycklig) 1969. I Christine (1993) spelade han även denna gång med Uschi Glas samt Peter Kraus. Han medverkade tillsammans med Dietmar Schönherr och Andreas Vitásek i filmerna Eine fast perfekte Scheidung (En nästan perfekt skilsmässa) (1997) och Ein fast perfekter Seitensprung (En nästan perfekt otrohet) (1996). 1999 spelade han igen i filmen Eine fast perfekte Hochzeit (Ett nästan perfekt bröllop) med Andreas Vitásek och Hildegard Knef. I Hochwürden wird Papa (Herr Präst blir Papa) (2002) såg honom tillsammans med Otto Schenk och Fritz Wepper. År 2003 var han i filmen Pumukl und sein Zirkusabenteuer (Pumuckl och hans cirkusäventyr), efterföljaren av Master Eder som sin kusin Ferdinand Eder.

## Filmografi (urval)
- 1949: Der Ruf (Ropet)
- 1952: Zwerg Nase (Dwarf näsa)
- 1953: Die goldene Gans (Gyllene gås)
- 1953: Musik bei Nacht (Musik vid natten)
- 1954: Geliebtes Fräulein Doktor
- 1954: Feuerwerk (Fyrverk)
- 1954: Karius und Baktus (Synchronstimme von Baktus) (Karius och Baktus) (Baktus synchronröst)
- 1955: Oberarzt Dr. Solm (Överläkare Dr. Solm)
- 1958: Das Wirtshaus im Spessart (Korgen i Spessart)
- 1958 – Hjältar (Helden)
- 1959: Das schöne Abenteuer (Sköna äventuret)
- 1960: Das Spukschloß im Spessart (Spökslottet i Spessart)
- 1960: Der Gauner und der liebe Gott
- 1960: Lampenfieber (Skrämsel)
- 1962: Max, der Taschendieb (Max, ficktjuven)
- 1963: Magnet Großstadt (Sprecher) (Magnet storstad) (Talare)
- 1963: Das indische Tuch (Indiska duket)
- 1964: Zimmer 13 (Rum 13)
- 1964: Wartezimmer zum Jenseits
- 1964: Die hundert Ritter (I cento cavalieri / Los cien Caballeros)
- 1965: Ein Ferienbett mit 100 PS (Semestersäng med 100 PS)
- 1965: In Beirut sind die Nächte lang (I Beirut är nätterna långa)
- 1965: Italienische Nacht (Italiensk natt)
- 1966: Portrait eines Helden (Fernsehfilm)
- 1968: Engelchen oder Die Jungfrau von Bamberg
- 1969: Christoph Kolumbus oder Die Entdeckung Amerikas
- 1969: Eine Frau sucht Liebe (En kvinna letar efter kärlek)
- 1969: Die Lümmel von der ersten Bank – Pepe, der Paukerschreck
- 1969 - Pippi Långstrump (TV)
- 1971: Narrenspiegel (2-teiliger Fernsehfilm)
- 1972: Unter anderem Ehebruch
- 1973 - Här kommer Pippi Långstrump
- 1977: Die Jugendstreiche des Knaben Karl
- 1979: Das verräterische Herz (Fernsehfilm)
- 1982: Das Traumschiff – Cayman Islands
- 1983: Der Weg ins Freie (Vägen till friheten)
- 1986: Das Geheimnis von Lismore Castle (Fernsehfilm)
- 1985: Der kleine Riese (Lilla jätten)
- 1985: Marie Ward – Zwischen Galgen und Glorie
- 1986: Walhalla (Synchronstimme) (Walhalla) (Synchronröst)
- 1986: Geld oder Leber! (Pengar eller lever!)
- 1987: Hexenschuss (Fernsehfilm) (Lumbago) (TV-film)
- 1988: Tagebuch für einen Mörder
- 1988: Trouble im Penthouse (Fernsehfilm)
- 1989: Der Bettler vom Kurfürstendamm (Fernsehfilm)
- 1989: Drunter und drüber (Fernsehfilm)
- 1991: Lippels Traum (Lippels dröm)
- 1991: Der Unschuldsengel (Oskuldsängeln)
- 1993: Immer Ärger mit Nicole
- 1993: Hochwürden erbt das Paradies
- 1994: Pumuckl und der blaue Klabauter
- 1996: Hochwürdens Ärger mit dem Paradies
- 1999: Eine fast perfekte Hochzeit (En nästan perfekt bröllop)
- 1999: Der Komödienstadel: Der Zigeunersimmerl
- 2000: Der Bestseller (Bästsäljaren)
- 2000: Weißblaue Geschichten (Vitblåa historier)
- 2000: Polt muss weinen (Polt får gråta)
- 2000: Pinky und der Millionenmops
- 2002: Hochwürden wird Papa (Prästen blir pappa)
- 2003: Pumuckl und sein Zirkusabenteuer
- 2003: Zwei am großen See (Två vid stora sjön)
- 2004: Der Bergpfarrer (Bergprästen)
- 2004: Rosamunde Pilcher: Solange es dich gibt
- 2005: Zwei am großen See – Die Eröffnung
- 2005: Zwei am großen See – Angriff aufs Paradies
- 2005: Der Bergpfarrer – Heimweh nach Hohenau
- 2006: Hui Buh – Das Schlossgespenst (Hui Buh - Slottspöket)